# Jo Sip
Joop (Jo) Sip (17 april 1945) is een Nederlands voormalig voetballer die bij voorkeur als doelman speelde. Hij kwam uit voor N.E.C. en PEC.

## Carrièrestatistieken
| Seizoen         | Club            | Land            | Competitie      | Competitie | Competitie | Beker | Beker | Internationaal | Internationaal | Overig | Overig | Totaal | Totaal |
| Seizoen         | Club            | Land            | Competitie      | Wed.       | Dlp.       | Wed.  | Dlp.  | Wed.           | Dlp.           | Wed.   | Dlp.   | Wed.   | Dlp.   |
| --------------- | --------------- | --------------- | --------------- | ---------- | ---------- | ----- | ----- | -------------- | -------------- | ------ | ------ | ------ | ------ |
| 1965/66         | N.E.C.          | Nederland       | Eerste divisie  | 11         | 0          | 3     | 0     | 0              | 0              | 0      | 0      | 14     | 0      |
| 1966/67         | N.E.C.          | Nederland       | Eerste divisie  | 0          | 0          | 0     | 0     | 0              | 0              | 0      | 0      | 0      | 0      |
| 1967/68         | N.E.C.          | Nederland       | Eredivisie      | 0          | 0          | 0     | 0     | 0              | 0              | 0      | 0      | 0      | 0      |
| 1968/69         | PEC             | Nederland       | Tweede divisie  | 8          | 0          | 1     | 0     | 0              | 0              | 0      | 0      | 9      | 0      |
| Carrière totaal | Carrière totaal | Carrière totaal | Carrière totaal | 19         | 0          | 4     | 0     | 0              | 0              | 0      | 0      | 23     | 0      |